# Bregenzerwald
Bregenzerwald, en region i Österrikes näst minsta förbundsland Vorarlberg. Regionen ligger sydöst om Bregenz som är regionens administrativa centrum.
Bregenzerwald har med sitt skogs- och bergslandskap en unik miljö och finns på Unescos nomineringslista över världsarv.
I regionen talas wälderisch, en lokal och mycket särpräglad dialekt som även österrikare från närliggande regioner har svårt att förstå.

## Näringsliv och turism
Regionens största inkomstkällor är turism, snickeri, jordbruk och ostproduktion.
Gourmeter från hela världen är bekanta med Käsestrasse Bregenzerwald som är en samverkan mellan bönder, värdshus, mejerier, ysterier och hantverkare som alla har med Bregenzerwalds ostproduktion att göra.
Museijärnvägen Wälderbähnle är en av Bregenzerwalds attraktioner. På en 6,1 km lång bevarad del av den smalspåriga järnväg som gick mellan Bregenz och Bezau kan man fortfarande åka ångloksdragna museitåg.
I orten Schwarzenberg hålls varje sommar en stor musikfestival tillägnad kompositören Franz Schubert (1797–1828). Musikfestivalen heter Schubertiade Schwarzenberg.

## Orter i Bregenzerwald
Det finns ingen stad i regionen. Staden Bregenz, ligger strax utanför regionen men är ändå Bregenzerwalds "huvudstad" och politiska centrum.
Orten Egg är med sina knappt 3 500 invånare regionens största samhälle.

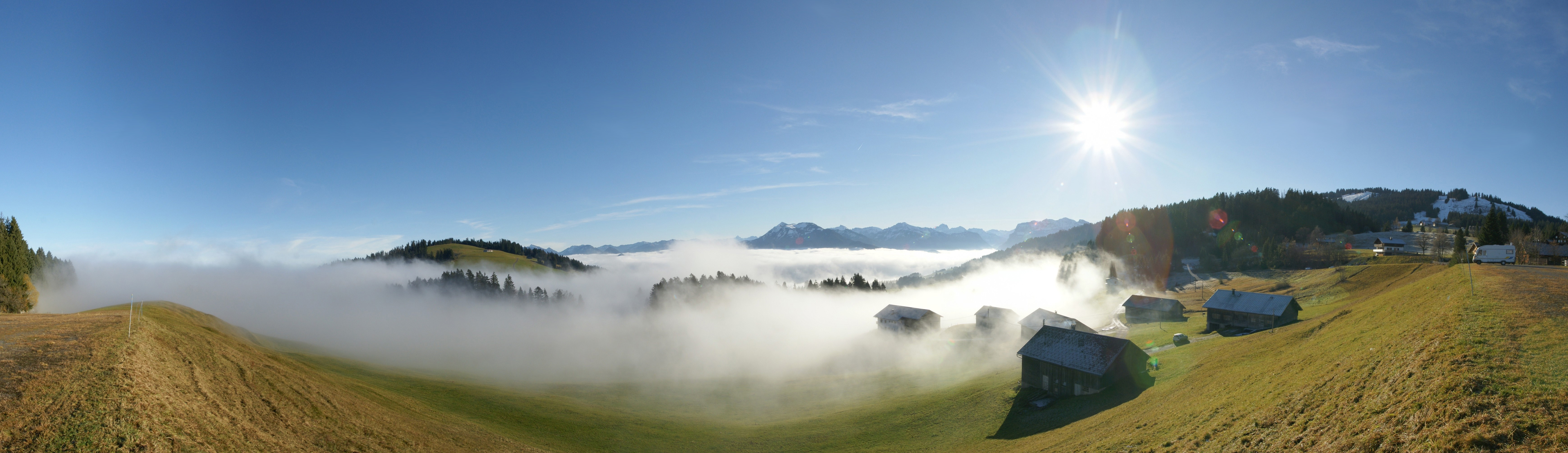
Panoramabild över Bödele i Bregenzerwald.

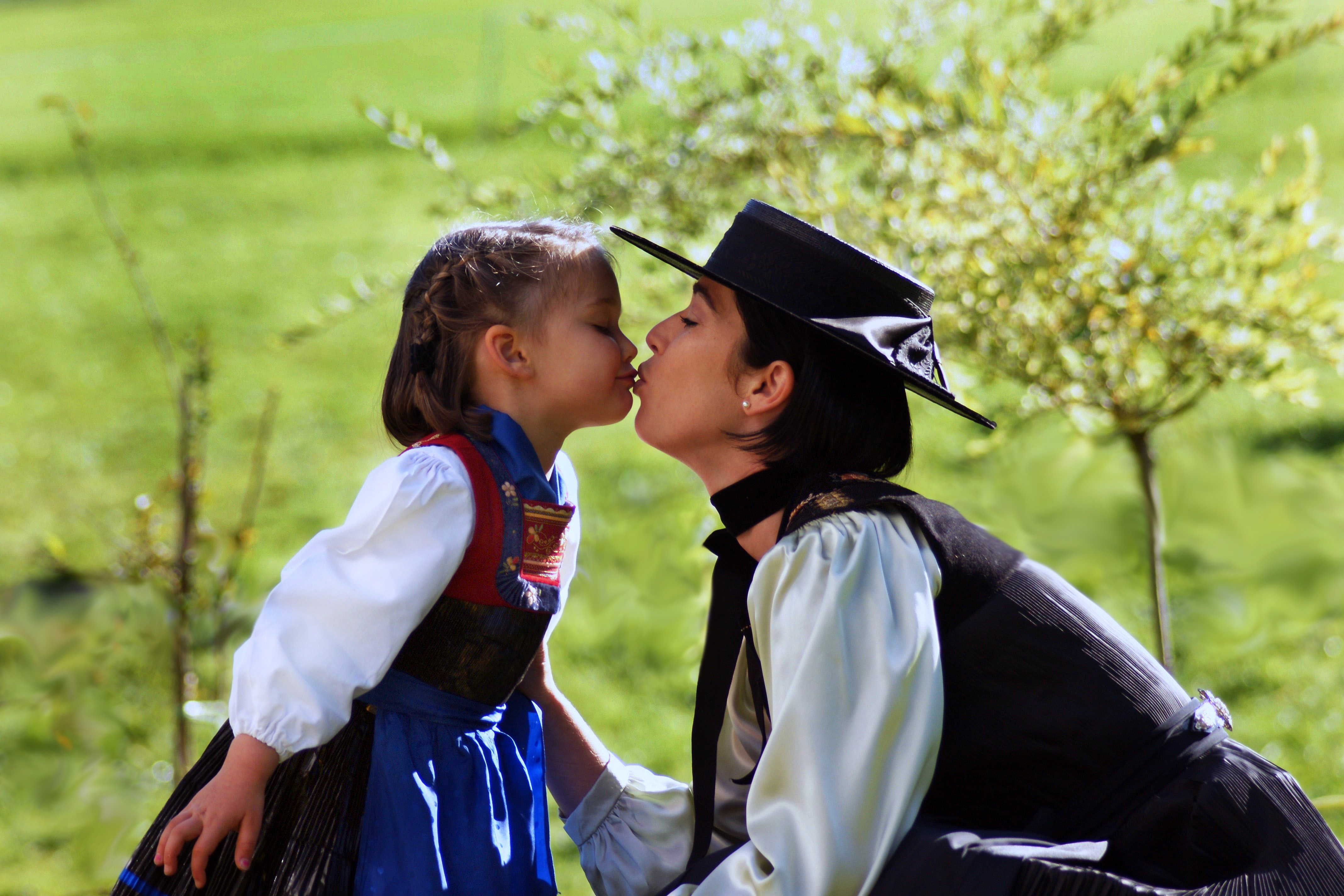
Mor och dotter i Bregenzerwalddräkt.

| - Alberschwende - Andelsbuch - Au - Bezau - Bizau - Damüls - Doren - Egg - Hittisau - Krumbach - Langenegg | - Lingenau - Mellau - Reuthe - Riefensberg - Schnepfau - Schoppernau - Schröcken - Schwarzenberg - Sibratsgfäll - Sulzberg - Warth | Gemeinden im Bregenzerwald (grobe Skizze) |